# Piaszczyna
Piaszczyna (kaszub. dawniej Czëstô Wòda, dziś częściej Piôszczëna; niem Reinwasser) – wieś w Polsce położona na Pojezierzu Bytowskim, w województwie pomorskim, w powiecie bytowskim, w gminie Miastko
Wieś leży przy drodze krajowej nr 20 Stargard - Szczecinek - Gdynia, w pobliżu nieistniejącej już linii kolejowej Bytów-Miastko, na której był przystanek kolejowy Piaszczyna. Dawnym torowiskiem przebiega trasa rowerowa.
Miejscowości działa jednostka Ochotniczej Straży Pożarnej.
W latach 1975–1998 miejscowość administracyjnie należała do województwa słupskiego.
Podczas II wojny światowej znajdował się tu obóz pracy (przebywali w nim głównie Rosjanie).